# Cansalobos
Cansalobos es un yacimiento y sitio arqueológico que se encuentra en la provincia española de Huelva, dentro del término municipal de Encinasola.
Se trata de un poblado prehistórico fortificado que tiene una estructura muraria en talud que rodea su perímetro. Este hábitat es similar, en cuanto a extensión y características constructivas a otros poblados de la Edad del Bronce de la Sierra de Huelva. Su ubicación es estratégica, junto a la ribera del Múrtigas, y le permite dominar su entorno.
La principal característica es la existencia de construcciones murarias que bordean, siguiendo las curvas de nivel, la cima del monte donde se ubica el poblado. El perímetro de los restos de la muralla con elevación más alta alcanza la curva de nivel de 380 metros. La técnica constructiva empleada en estas estructuras se basa en amurallamientos en talud o con frente recto, construidos por acumulación de esquistos y lajas de pizarra, que en ocasiones alcanzan una altura de hasta 1,5 metros de altura. Los materiales empleados se traban con barro o simplemente se colocan «a hueso». El yacimiento se ubica cronológicamente en la segunda mitad del II milenio a. C.
El yacimiento fue dado a conocer en 1996 por Juan Aurelio Pérez Macías.

## Estatus patrimonial
El yacimiento y sitio de Cansalobos es un inmueble inscrito con carácter genérico en el Catálogo General del Patrimonio Histórico Andaluz por Resolución de 28 de julio de 2005, de la Dirección General de Bienes Culturales de la consejería de Cultura de la Junta de Andalucía, y goza del nivel de protección establecido para dichos bienes en la Ley 14/2007, de 26 de noviembre, del Patrimonio Histórico de Andalucía.